# Inanna

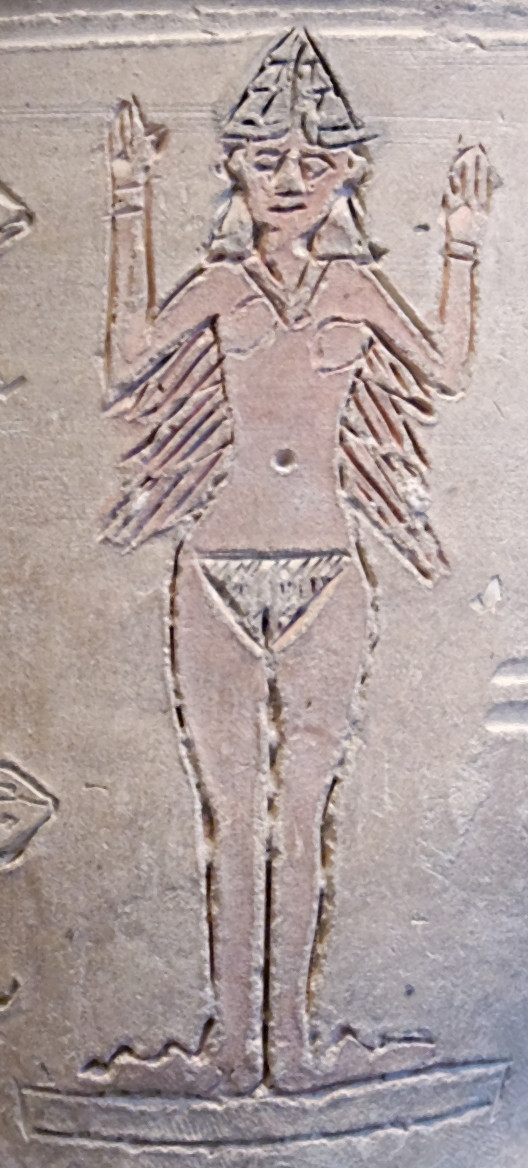
Inanna reprezentată pe un vas

Inanna  (în sumeriană: 𒀭𒈹D) este cea mai cunoscută zeiță din mitologia Orientului Apropiat, dar și una dintre cele mai ambigue. 
Zeiță a planetei Venus, ea reprezenta cele mai antagonice idealuri: pe de o parte zeiță a iubirii și a fertilității, pe de altă parte zeiță a războiului si a morții.
În sumeriană, Inanna înseamnă „stăpâna cerurilor”.

## Mituri

### Coborârea Inannei în infern
Motivul călătoriei întreprinsă de zeița Inanna în acest mit rămâne incert. Se poate presupune că ar fi fost mânată de dorința de a o răsturna pe Ereshkigal, zeița infernului.
Planurile ei eșuează în clipa în care își pierde puterile, ea fiind nevoită să lase câte o piesă din veșmânt la fiecare poartă a infernului. Ajunsă în fața surorii sale, Ereshkigal, Inanna este ucisă. După trei zile este readusă la viață de ființe create special pentru a o salva. 
Mitul are mai multe semnificații:
- încercarea de a explica perioada în care planeta Venus este invizibilă
- importanța anumitor constelații
- dorința de a explica puterea celor care se inchină Inannei.

### Cununia sacră
Miturile despre zeița Inanna și zeul vegetației, Dumuzi, stau la baza sacrului ritual al cununiei, ritual în cadrul căruia regele se însura simbolic cu zeița.

## Șapte forțe secrete ale Inanna
Inanna a apărut peste tot, împodobită cu șapte lucruri care aveau puteri secrete:
- panglica Frumusețea chelei
- semne de stăpânire și de instanță
- colier din safir
- dublu pandantiv de aur
- încheieturi de aur
- rețea «La mine, bărbați, la mine»
- bandaj «Robul amantei»

Toate cele șapte forțe secrete au fost luate de la ea de către gardianul lumii interlope Neti, când Inanna a coborât în lumea interlopă spre Ereshkigal.